# 로테크

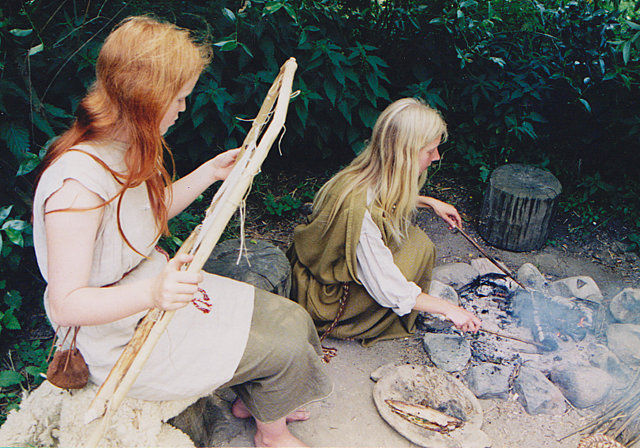

로테크(Low technology 또는 low tech 또는 lo-tech)는 일반적으로 첨단 기술이 아닌 단순한 기술을 가리킨다.이러한 맥락에서 이것은 종종 산업 혁명 이전의 공예품 및 도구와 같은 전통적 또는 비기계적 종류를 지칭하기도 한다.그러나 현대에 이르러 로테크(Low tech)는 일상 생활에서 여전히 존재한다. 예를 들어 자전거를 타고 출근하거나 기기를 버리는 대신 자신이 스스로 기기를 수리하고 재사용하는 것은 로테크(Low tech) 철학에 해당한다. 최근에는 IT의 발달과 지구환경에 대한 새로운 인식으로 개인의 정보사용능력이 그 어느때보다 커지고 이에따른 전문지식의 보편화와 기존 첨단기술에대한 보다 친환경적인 새로운 접근법이 자유롭게 공개되면서  재생 가능 에너지나 저전력 기술을 사용하는 친환경(eco-friendly) 프로세스와 그 맥락을 함께하고 있다.

## 역사
로테크(Low tech) 기술 혹은 로우 테크기술은 개인 또는 소규모 그룹의 최소한의 자본 투자로 간단히 실행하거나 조작 할 수 있다. 또한 전문화 및 분업화의 증가없이 한 개인 또는 소수가 연습에 대한 지식을 완전히 이해할 수 있는 정도이다. 일부 정의에서 로테크(Low tech) 기술 및 디자인은 사회 경제적 조건이나 가치에대한 우선 순위의 변화로 인해 사용되지 않을 수 있다. 전반적으로 이러한 기술은 쉽게 제작, 적응 및 수리가 가능하며 거시적으로는 환경 친화적인 상태를 유지하기 위해 에너지와 자원을 거의 사용하지 않는다는 점 그리고 대부분의 자원이 현지 공급원에서 제공 및 충족될 수 있도록 사회적 기반을 재구성할 수 있다는 점 등의 재평가가 이루어지면서 로테크의 중요성이 다시 주요하게 다루어지고 있다.

## 같이 보기
- DIY
- 지속가능한 개발 목표